# 有村連
有村 連（ありむら むらじ、1855年5月23日（安政2年4月8日）- 1931年（昭和6年）8月29日）は、明治から大正期の養蚕家・政治家。衆議院議員。

## 経歴
大隅国桑原郡粟野郷木場村（鹿児島県粟野郷木場村、栗野村、姶良郡粟野村、栗野町を経て現湧水町）で、蚕業を営む有村家に生まれた。漢学を修めた。薩摩藩兵小頭を務めた。私学校で学び西郷隆盛の薫陶を受け、西南戦争に従軍。
1885年（明治18年）粟野郷戸長に就任。鹿児島県会議員に選出され3期在任。その他、鹿児島県郷教教授、学務委員、鹿児島授産学校長などを務めた。
河島醇の辞職に伴い、1897年（明治30年）7月に実施された第4回衆議院議員総選挙鹿児島県第5区補欠選挙で初当選し、その後、第6回総選挙まで再選され、最後は立憲政友会に所属し、衆議院議員に連続3期在任した。
鹿児島県内の養蚕業の振興に尽力した。

## 国政選挙歴
- 第4回衆議院議員総選挙補欠選挙（鹿児島県第5区、1897年7月）当選[5][7]
- 第5回衆議院議員総選挙（鹿児島県第5区、1898年3月、同志倶楽部）当選[6]
- 第6回衆議院議員総選挙（鹿児島県第5区、1898年8月、無所属）当選[6]
- 第7回衆議院議員総選挙（鹿児島県郡部、1902年8月、無所属）落選[8]